# Claudia Codega et Esteban Moreno
Claudia Codega et Esteban Moreno sont deux chorégraphes, danseurs, professeurs et producteurs argentins. Ils se rencontrent au début 1990 à Buenos Aires et sont depuis partenaires de tango. Ils étudient le tango avec les « Maestros » de Buenos Aires à la fin des années quatre-vingt et font partie de ceux qui ont produit le renouveau du tango argentin, en créant les conditions de sa popularité actuelle. Leur danse réunit l'essence et l'héritage du pur tango de salon et l'évolution et la fantaisie du tango actuel. Ils interprètent des styles de manière transversale, avec une analyse des possibilités de mouvement et de communication, dans la logique du tango improvisé.

## Biographie

### Les débuts
Claudia Codega et Esteban Moreno se rencontrent en 1990, lors de la création du spectacle « Tangos del Futuro », du Ballet Ciclos, dirigé par Alicia Orlando, sur lequel ils étaient engagés tous les deux.
Claudia Codega avait auparavant étudié le ballet, la danse contemporaine (Laura Cucheti, Fredy Romero, Luis Valdasarre, Sonia von Potoski), le jazz (Moira Chapman) et la composition avec la chorégraphe argentine Ana Maria Stekelman. Elle se produit en danse contemporaine dans de nombreux théâtres et se lance dans le tango en 1990.
Esteban Moreno, après avoir étudié l'électronique au National College of Technical Education et le design graphique, découvre le tango en 1988 avec des cours au Centre Culturel Gral San Martin et au Centre Culturel Fortunato Lacamera. Son immersion dans le tango l'a mené à travailler avec le "Ballet Ciclos”, dirigé par Alicia Orlando, où il rencontra Claudia Codega.
Ils décident ensuite de pratiquer ensemble le tango, et créent leurs premières chorégraphies de tango à Villa Urquiza, l’un des quartiers de Buenos Aires très important pour le tango.

### L'héritage des Maestros et la création d'un style
Pendant près de trente ans de violences et d'instabilités politiques en Argentine, la pratique du tango avait lentement décliné. L'année 1983 marque la fin de la dictature militaire. Claudia Codega et Esteban Moreno, qui s'immergent dans le tango à la toute fin des années 80, ont alors la possibilité d'apprendre auprès des derniers grands témoins de l'Age d'Or des années 40. Citons parmi eux : Antonio Todaro, Pepito Avellaneda, Roberto Grassi, Alberto Villarraso et Jose “Lampazo” Vazquez, le “Turco” José, Gerardo Portalea, entre autres, avec lesquels ils partagent l’amour sincère du tango traditionnel.
À partir de ces précieux enseignements, ils réussissent à créer un style qui s’inspire de leur héritage du tango traditionnel, et du “renouveau” du tango actuel, et devenu aujourd’hui une réelle référence pour les danseurs de tango, amateurs ou professionnels. Dense, intense, dynamique, leur danse est une synthèse de styles réinterprétés, où la fantaisie et l’imagination façonnent les nouveaux contours d’un tango social et d’improvisation. En parallèle, ils créent un style plus flamboyant, reconnaissable, élégant et expressif adapté aux performances sur scène et aux représentations.

### "Tango social"
Forts de leur apprentissage auprès des derniers Maestros, ils réussissent à garder vivante cette matière traditionnelle, la traduisant en langage dansé plus contemporain, et étant ainsi à même de la transmettre, toujours dans cette optique d’un tango populaire, accessible au plus grand nombre. Ils participent à la popularité que le tango argentin a aujourd’hui, car, dès leurs premiers voyages en Europe, ils créent les conditions permettant au tango de se développer en entamant des dialogues avec des associations locales et des partenaires culturels. Encourageant le tango à se développer dans un cadre qui lui serait propre, ils mettent ainsi en lumière l’aspect social lié au tango argentin.
Pour pousser cette ambition plus loin, et continuer leur travail de sauvegarde de ce patrimoine, classé en 2009 au Patrimoine Mondial de l’Unesco, ils effectuent un énorme travail de collecte de vidéos de danseurs « mythiques », qu’ils numérisent et trient, afin de créer une base de données, d’archives, autour de la danse et de ses figures les plus marquantes. Certaines sont d'ailleurs diffusées sur leur chaîne Youtube.
Claudia et Esteban collaborent étroitement depuis 1996 avec l'association Tango de Soie (fondée en 1994), association lyonnaise de diffusion du Tango Argentin. Cette association, bien connue des danseurs, regroupe un espace d'apprentissage de la danse, un espace de spectacles et de concerts, et abrite deux fois par semaine des "milongas", des bals de tango argentin. Au sein de cette association, Claudia et Esteban prodiguent ateliers, mais aussi cours de musicalité, d'histoire du tango, et se produisent parfois lors de démonstrations. Leur ancrage international dans le milieu du Tango leur permet également d'inviter d'autres danseurs reconnus, et d'en faire profiter l'association Tango de Soie et ses adhérents, en y organisant des stages et des événements avec les Maestros invités.

### Création d'Unión Tanguera et diffusion du tango
Depuis qu’ils ont représenté l’Argentine à l’Exposition Universelle de Séville en 1992, qui marque leur première collaboration avec le chorégraphe argentin réputé, Oscar Araiz, Claudia Codega et Esteban Moreno développent, enrichissent et partagent leur travail artistique, chorégraphique et pédagogique au cours de nombreux workshops, spectacles et shows d’exception. Ils voyagent à travers le monde entier, invités d’honneur des plus grands festivals de tango, toujours guidés par la recherche de cette pulsation, de cette disponibilité, de cette écoute qui tentent d’appréhender une certaine dimension de la présence en transformant une énergie libre en mouvement contrôlé.
Au cours de leur carrière, ils ont enseigné, dirigé des workshops et fait de multiples démonstrations dans de nombreux pays (Allemagne, Russie, Suède, Italie, Hong Kong, Turquie, Canada, France - en particulier, aux célèbres "Trottoirs de Buenos Aires"-, Belgique, Argentine...). Ils ont participé à divers films et émissions de télévision en Europe et en Argentine, et ont été jurys dans le “Campeonato de Tango” organisé par le Secrétariat de Culture de la ville de Buenos Aires.
Après avoir créé et interprété de nombreux spectacles, ils décident de se doter d'une structure qui leur serait propre. Ils fondent la compagnie Unión Tanguera en 2002, pensée comme un instrument pour la création et diffusion artistique. La compagnie est basée à Lyon et Buenos Aires,,. Unión Tanguera est une association loi de 1901 qui regroupe artistes, producteurs et institutions culturelles pour participer au développement, la promotion et la préservation de la culture tanguera.
Avec Unión Tanguera, ils produisent et dirigent “Efecto Tango” en 2005 avec la Maison de la danse de Lyon comme coproducteur et principal partenaire artistique et l’association Tango de Soie, “Tango Vivo” en 2006 pour la Biennale de la Danse de Lyon et “Nuit Blanche” en 2010 encore en coproduction avec la Maison de la danse de Lyon. Ce spectacle leur a d’ailleurs permis, en 2014, d’occuper le haut de l’affiche de l’un des plus célèbres théâtres de New York, le Joyce Theater, où ils ont offert au public new yorkais deux semaines de représentations. Par la suite, ils créent le spectacle "Station Tango" en 2015, toujours joué aujourd’hui, et qui a voyagé en France, en Italie, en Autriche, aux Etats-Unis et au Canada.
En 2017, sur l'invitation du festival des Nuits de Fourvière à Lyon, Claudia et Esteban imaginent un spectacle, inspirés par un entretien de Jean-Paul Sartre sur "Huis Clos". Ils entament un travail avec le pianiste Gustavo Beytelmann, et le Laboratoire Chorégraphique, groupe de travail composé de danseurs issus d’ateliers de tango lyonnais, motivés et passionnés de tango. En parallèle, ils obtiennent une bourse de la NEFA, qui leur donnera l'opportunité d’une collaboration ambitieuse avec la Kate Weare Company, compagnie de danse contemporaine, située aux Etats-Unis. Ensemble, les chorégraphes américains et argentins imaginent une forme dansée mêlant leurs histoires et leurs pas, et donneront naissance au spectacle « Sin Salida », qui se jouera en Europe et outre-Atlantique, lors d’une tournée de trois ans.

### L'imagerie du Tango
L'image de Claudia Codega et Esteban Moreno en tant que couple de danseurs de Tango Argentin a été largement diffusée. Leurs nombreuses collaborations avec le célèbre photographe argentin Guillermo Monteleone ont contribué à propager l'imagerie propre au tango : images en noir et blanc, ambiance brumeuse et pose sensuelle. Les photos de Monteleone, photographe réputé dans le milieu du tango pour ses clichés de danseuses et danseurs, font régulièrement l'objet d'expositions. 
Des reproductions sont également effectuées, aussi bien sur des objets de décoration, que sur des objets publicitaires.

## Création de la Compagnie Unión Tanguera

### Spectacles
- 2005 "Efecto Tango" – travail liant danse, musique et théâtre[18]
- 2006 "Tango Vivo"
- 2010 "Nuit Blanche" (Sleepless Night) – travail autour d’un tango contemporain comme phénomène urbain[19]
- 2015 "Station Tango"
- 2017 "Sin Salida" & "No Exit"

### Nuit blanche
Co-produit par la Maison de la Danse de Lyon, Nuit blanche (2010) est la dernière création d’Union Tanguera.
Joué par des danseurs de tango et des musiciens, Nuit blanche met en avant un tango traditionnel et contemporain. L’histoire se déroule dans un club, après un spectacle traditionnel de tango. Désir, instinct et craintes, Nuit Blanche montre ces thèmes propices à une nuit sans sommeil.

## Spectacles en tant qu’artistes invités
- 2014 : Pasion de Tango, avec l'ensemble Hyperion, 1er avril 2014 au Tango Torino Festival
- 2004 : Montpellier Danse Festival avec l’orchestre TangoVia
- 2003-2004 : Dresden Philharmonic Orchestra[22]
- 2001 : Tango Tango de Buenos Aires avec l’orchestre El Arranque, Pays-Bas, 2001
- 2000 : Opéra Maria de Buenos Aires de Piazzola-Ferrer, chorégraphie de Bianca Van Dilen, production de Taller Amsterdam, Pays-Bas
- 1999 : Destino Tango au Edinburgh Fringe Festival (1999) et au Festival nomade DeParade, Pays-Bas[23]
- 1999 : The Art of Tango avec le Sexteto Canyengue et le Ballet Het National, Pays-Bas, Belgique, Canada
- 1998 : Nussin, court-métrage réalisé par Clara Van Gool, inspiré du spectacle Ocho, 1998
- 1992 : Exposition universelle de Séville, ambassadeur de l’Argentine, collaboration avec le chorégraphe argentin Oscar Araiz
- 1992 : Trottoirs de Buenos Aires (réalisation de deux saisons dans ce cabaret parisien, 1992)
- 1993 : Trio Gomina, tournée en Allemagne
- 1991 : Mi Buenos Aires querido, chorégraphie d’Eduardo et Gloria Arquimbau, Théâtre Presidente Alvear
- 1991 : Primer Encuentro de Tango Joven, organisé par FM Tango au Centre Culturel Recoleta, 1991
- Cycle FM Tango en el Alvear avec Roberto Goyeneche et le Sexteto Sur
- 1990 : Imagenes de tango chorégraphié par Ana Maria Stekelman au Théâtre de La Plaza

## Œuvres principales
- Nuit Blanche[24] (coproduction Unión Tanguera, Maison de la Danse de Lyon, Ville de Chassieu et association Tango de Soie, soutenu par la DRAC Rhône-Alpes, la Ville de Lyon, le Secrétariat de la Culture de la Présidence de la Nation (Argentine). Collaboration artistique avec la compagnie Modos Vivendi, 2010)
- Tango Vivo - Nouvelle version (Coproduction Union Tanguera et Biennale de la Danse-Lyon, 2008)
- Tango Vivo (Production Union Tanguera avec le soutien de la DRAC Rhône-Alpes, la Ville de Lyon, le Secrétariat de la Culture de la Présidence de la Nation (Argentine), la Région Rhône-Alpes, le Service Culturel de la Ville de Chassieu et l’Association Tango de Soie, 2006)
- 4e édition du festival Buenos Aires Tango (coordination chorégraphique, diffusion au Théâtre National de Chaillot sous la direction d’Ariel Goldenberg. Soutenu par le Ministère de Culture du Gouvernement de la Ville de Buenos Aires, 2008)
- Efecto Tango (Coproduction Unión Tanguera et Maison de la Danse Lyon avec le soutien de la Section Culturel de la Ville de Buenos Aires, de la Région Rhône-Alpes, la Ville de Lyon, l’Association Tango de Soie et le Service Culturel de la Ville de Chassieu, 2004). Spectacle reformulant le langage théâtral du tango.
- Première partie de Tropico de tango (Caos Danse et Temps Danse, 2002)
- Locura tanguera (avec l’Orchestre Color Tango, Abel Cordoba, Ricardo Barrios, Carina et Claudio, Juan Belcito et Nina, Théâtre Margarita Xirgu, Buenos Aires, 1995). * Con este tango (l’orchestre Color Tango, Suède, Norvège, Suisse (Lausanne et Festival Steps 98), Belgique et Italie (Bologne), 1995)

## Festival
- Autres Couleurs tango, Paris 14° Festival de Montpellier, avec Maurice Béjart, Mathilde Monier et la Compagnie Tango Por Dos, France (1995)
- Instant Tango, Création et organisation du festival qui a eu lieu du 21 mai au 1er juin 2007, co-organisé par Tango de Soie et à l’Amphithéâtre de l’Opéra de Lyon, France
- Tangofolies à Lausanne, Suisse (2004, 2003) Festival de Basel, Suisse (2004)
- Festival Fribourg, Suisse (2007) Tangotage II Berne, Suisse (2007)
- Torino Tango Festival, Italie (2004, 2007, 2010)
- Florence Tango festival, Italie (2004)
- Bologna Summer Festival, Italie (2000, 2004)
- Festival de Palerme, Italie (2007)
- Tamotango Festival[25] Naples, Italie (2000, 2007)
- Festival Meditango Rome, Italie (2007, 2010)
- Encuentro con los grandes, Madrid, Espagne(2004)
- Festival de Sitges, Barcelone, Espagne (2000, 2002)
- The IInd & IIIrd London Tango Festival, Londres, GB (2002) Edinbourgh International Tango Festival, Écosse, GB (2010) Brussel Tango Festival en Belgique  Festival de Prague, République Tchèque (2007)
- Tango Camp, Suède (2000, 2004, 2003) Tangocamp, Grèce (2004)
- Tangomania à Amsterdam (2000)
- Tango Ritual 2007 Istanbul, Turquie (2007)
- Tango to Istanbul, Turquie (2010)
- Efecto Tango, Moscou, Russie (2010)
- Festival de St Petersbourg, Russie (2010)
- Festival de Tango de Tai Pei, Taiwan  (2004)
- Hong Kong TangoFest, RPC  (2010)
- Tango Festvial Dubaï, EAU (2010)
- Festival et Concours mondial de Tango en Auckland, Nouvelle-Zélande (2004)
- Troisième Festival International Tango Argentin sur la mer, à bord du Costa Serena, accompagnés par l'Ensemble Hyperion (2007)
- Chicago Tango Week (États-Unis) (2010)
- Cosmotango à Buenos Aires, Argentine (2000)

## Collaborations artistiques
- Sin Salida est créé en collaboration avec la compagnie américaine Kate Weare.
- Association Tango de Soie à Lyon (1999) : Claudia et Esteban sont invités par l’association pour une collaboration artistique. Cette collaboration s’intensifie à partir de 2006.
- Ocho (1998) Chorégraphie pour deux couples de danseurs pour le spectacle “Ocho” et “Destino tango” ainsi que pour le film “Nussin”.
- Tango pour Julio Bocca et le Ballet Argentino (1995) - Conseillers artistiques auprès de Oscar Araiz, avec qui ils avaient déjà travaillé en 1992, New York et Théâtre Colon de Buenos Aires.